# Gogo
Gogo là một tổng thuộc  tỉnh Zoundwéogo ở miền trung Burkina Faso. Thủ phủ là thị xã Gogo. Dân số năm 2006 là 38.175 người.

## Các thị xã và làng xã
Basbédo, Dougou, Ipala, Kondré, Kopèlin, Manga-Est V1, Manga-Est V2, Manga-Est V3, Manga-Est V4, Mouzi, Nagrigré, Norghin, Pagomtoécé, Parkiri, Pissi, Safoula, Samtinga, Tiougou, Yambassé, Zaptinga II, Zirbaré e Zoungou.